# Маркус Генріксен
Маркус Генріксен (норв. Markus Henriksen, нар. 25 липня 1992 Тронгейм, Норвегія) — норвезький футболіст, центральний півзахисник клубу «Русенборг» і національної збірної Норвегії.

## Клубна кар'єра

### «Русенборг»
Грати у футбол Генріксен почав у своєму рідному місті у клубі «Тронд». Пізніше він приєднався до академії клуба «Русенборг». Свою першу гру на дорослому рівні Маркус провів навесні 2009 року у матчі Кубка Норвегії. А восени того року він вперше вийшов в основі команди у матчах чемпіонату Норвегії. В тому сезоні молодий футболіст зіграв лише три гри але цього вистачило, щоб отримати титул чемпіона країни.
Вже навесні наступного року Генріксен забив свій перший гол у складі «Русенборга». Вдала гра молодого футболіста породила багато чуток про інтерес до нього з боку провідних європейських клубів. Але Генріксен підписав з «Русенборгом» новий контракт до кінця 2013 року.
Своєю грою Генріксен допоміг команді вийти до групового раунду Ліги Європи. А іспанське видання «Дон Балон» включило норвежця до списку ста кращих молодих футболістів 2010 року поряд з такими відомими гравцями як Маріо Гетце, Еден Азар, Неймар та інші.

### АЗ та «Галл Сіті»
У 2012 році Генріксен підписав п'ятирічний контракт із нідерландським клубом АЗ. Сума контракта становила 2 млн євро. В Ередивізі футболіст провів чотири сезони. За цей період він встиг виграти з клубом Суперкубок Нідерландів.
Після піврічної оренди, у січні 2017 року Генріксен перейшов до складу команди з англійського Чемпіоншип «Брістоль Сіті». Деякий час норвежець був капітаном команди. Влітку 2020 контракт із англійським клубом було розірвано.

### Повернення в Норвегію
З вересня 2020 року Генріксен приєднався до «Русенборга» і до кінця сезону встиг зіграти за команду десять матчів. Але це не допомогло команді з Тронгейму потрапити до призової трійки.

## Збірна
З 2008 року Маркус Генріксен грав за різні вікові збірні Норвегії. У 2010 він дебютував у національній збірній. Свій перший гол у складі збірної Генріксен забив у вересні 2012 року у відбірковому матчі до чемпіонату світу 2014 у ворота команди Словенії. На сьогодні Генріксен має в своєму активі три голи, забитих у складі збірної.

## Особисте життя
У листопаді 2020 року Генріксен здав позитивний тест на COVID-19.

## Досягнення
Русенборг
- Чемпіон Норвегії: 2009, 2010[2]
- Володар Суперкубка Норвегії: 2010

АЗ
- Володар Кубка Нідерландів: 2012/13